# Kunzite

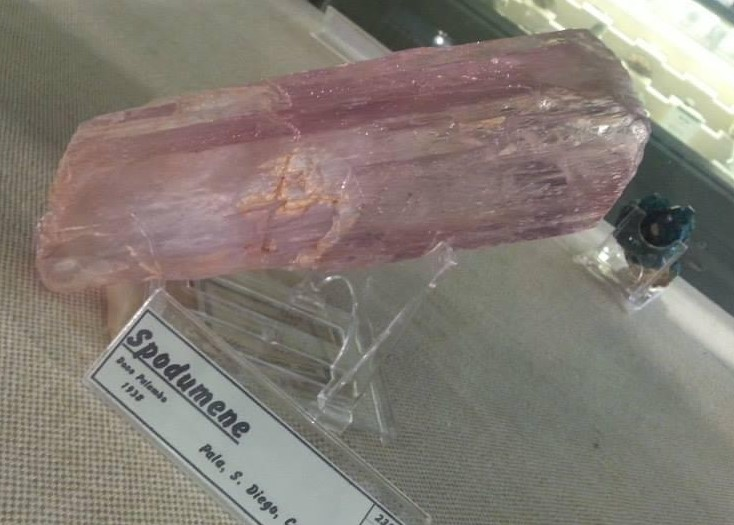
Kunzite (varietà rosa di spodumene)

La kunzite è una varietà dello spodumene di colore rosa-lilla. Scoperta per la prima volta nel 1902, in California, prende il nome dal suo scopritore, George Frederick Kunz (1856-1932), il mineralogista e appassionato collezionista che, a soli ventitré anni, era già capo gioielliere di Tiffany & Co. 

## Abito cristallino
Sistema cristallino monoclino. Si presenta in cristalli prismatici, spesso di notevoli dimensioni, allungati, appiattiti e mal terminati, con striature longitudinali. I cristalli hanno tonalità di colore lilla, rosa o viola, con una trasparenza dal traslucido al trasparente. Solitamente presenta geminazioni.

## Giacimenti
Originariamente scoperta in California, la kunzite si estrae anche in altri Paesi del mondo, come Brasile, Madagascar e Pakistan. I giacimenti più importanti si trovano però soprattutto in Afganistan. Proprio in questo Paese fu scoperta nel 2007 la varietà più pregiata di questa gemma, la Kunzite-Patroke, di un bellissimo e intenso color rosa tendente al lilla e al fucsia. Patroke è il nome dalla miniera in cui fu trovata, nella valle del Kunar. Lo scopritore è stato il brasiliano Tony Diniz, noto esperto di lavorazione e commercio di pietre preziose. 

## Caratteristiche gemmologiche
La kunzite ha durezza 6.5-7.00 e indice di rifrazione 1660-1681.  
Molti esemplari presentano tonalità pallide; l'irradiamento con raggi γ o un forte riscaldamento possono temporaneamente rafforzarne il colore, ma l'effetto si attenua con l'esposizione alla luce solare. Ne esistono anche varietà bianche, verdi e gialle. Le sfumature di colore dipendono dalla presenza di tracce più o meno rilevanti, all'interno della pietra, di ferro o di cromo oppure di manganese. Quando la presenza di cromo è preponderante, la pietra ha una vivace sfumatura verde e viene denominata hiddenite, rara varietà di spodumene, scoperta nel 1800 da William Earl Hidden. 
Una caratteristica interessante della kunzite è la sua fosforescenza, ossia la capacità di emettere radiazione luminosa anche dopo che la fonte incidente cessa di emettere radiazioni. Poiché la gemma sprigiona questo suo particolare fascino proprio alla luce fioca, è stata spesso denominata popolarmente la "pietra preziosa della sera". Dotata, inoltre, di forte pleocroismo, essa cambia sfumatura e intensità di colore, a seconda dell'angolazione da cui la si osserva.
Insieme alla tanzanite, la kunzite è considerata dai mineralogisti la più grande scoperta gemmologica del XX secolo

## Utilizzi
Alcuni esemplari di questo minerale hanno qualità gemmologiche, ma generalmente viene sfruttata per l'estrazione di litio.

## Lavorazione
La kunzite è adatta ad essere tagliata nelle forme più diverse, ma vengono comunque privilegiate (e maggiormente richieste) quelle a ovale, a marquise, a smeraldo e a cuscino.

## Criteri di valutazione
I principali criteri per determinare il valore della kunzite sono: la brillantezza, l'uniformità e la saturazione del colore. Normalmente priva di inclusioni, la gemma è considerata "pura ad occhio nudo" se perfettamente limpida a una distanza di osservazione di 15 cm. Soltanto un esame alla lente di ingrandimento può rivelare in alcuni casi piccole inclusioni.